# Vũ Giáng Hương
Vũ Giáng Hương (23 tháng 1 năm 1930 – 20 tháng 8 năm 2011), là một nữ họa sĩ Việt Nam. Bà từng là Chủ tịch Ủy ban toàn quốc Liên hiệp các Hội Văn học nghệ thuật Việt Nam, Chủ tịch Hội Mỹ thuật Việt Nam, Phó Hiệu trưởng Trường Đại học Mỹ thuật Hà Nội. Trong sự nghiệp giảng dạy, bà được phong danh hiệu Nhà giáo ưu tú và có học hàm Phó Giáo sư.

## Tiểu sử
Bà sinh ngày 23 tháng 1 năm 1930, tại Hà Nội. Bà là con đầu của một gia đình đông con mà sau này tất cả đều thành danh trên nhiều lĩnh vực; Thuở nhỏ, bà được thừa hưởng nền giáo dục gia đình vào bậc danh giá thời đó với người cha là nhà văn Vũ Ngọc Phan và mẹ là nhà thơ Hằng Phương. 7 người em của bà đều thành đạt và nổi tiếng. Hai trong các em trai của bà là Viện sĩ Vũ Tuyên Hoàng cố Chủ tịch Liên hiệp các Hội Khoa học và Kỹ thuật Việt Nam và Giáo sư tiến sĩ Vũ Triệu Mân, chuyên gia ngành bảo vệ thực vật.
Ham học và yêu thích văn chương nghệ thuật là thiên hướng xuất hiện sớm ở Vũ Giáng Hương.
Bộc lộ năng khiếu hội họa từ khi còn là cô bé con 7–8 tuổi, sau này bà là học trò của các họa sĩ nổi tiếng như Tô Ngọc Vân, Trần Văn Cẩn. Từ năm 1955 đến năm 1962, bà theo học hội họa ở trường Đại học Mỹ thuật Hà Nội khoa Tranh lụa.
Bà mất đột ngột vào hồi 3h30' sáng 20 tháng 8 năm 2011 do tai biến mạch máu não tại Bệnh viện Bạch Mai, Hà Nội. Ngày 25/8, lễ tang được tổ chức trọng thể theo nghi thức dành cho cán bộ cấp cao của Nhà nước tại Nhà tang lễ Bộ Quốc phòng, số 5, Trần Thánh Tông, Hà Nội.

## Quá trình công tác
Bà từng giảng dạy, giữ cương vị lãnh đạo trường Đại học Mỹ thuật Hà Nội trong khoảng thời gian từ 1962–1988. Trong 10 năm liền, từ năm 1989–1999 bà là Phó Tổng thư ký rồi Tổng Thư ký Hội Mỹ thuật Việt Nam.
Sau đó, từ năm 1999–2004 bà giữ cương vị Phó Chủ tịch Ủy ban toàn quốc Liên hiệp các Hội văn học nghệ thuật Việt Nam. Từ tháng 4/2004 đến tháng 9/2010, bà được tín nhiệm bầu giữ chức Chủ tịch Ủy ban toàn quốc Liên hiệp các Hội văn học nghệ thuật Việt Nam.
Bà đã có nhiều công lao đóng góp cho nền mỹ thuật Việt Nam và sự nghiệp phát triển văn học nghệ thuật nước nhà, đồng thời bà còn có nhiều công lao đóng góp cho sự nghiệp giáo dục, đào tạo đội ngũ mỹ thuật Việt Nam;

## Sự nghiệp mỹ thuật
| “                                       | Nếu triển lãm chung thì tranh của bà không có gì nổi bật, rất đạm bạc với các đề tài rất thanh bình nhưng có sự tinh tế và xem dần sẽ thấm lâu. | ” |
| — Nhà phê bình mỹ thuật Phan Cẩm Thượng | |   |

Chân dung tự họa 1999

Từ các lớp học ngắn ngày ở Thanh Hóa, ở Việt Bắc, đến giảng đường chính quy ở Hà Nội, họa sĩ Vũ Giáng Hương vừa miệt mài học tập vừa đi thực tế để tìm ra một lối riêng trong hội họa. Đó là chất thơ của đời sống thường ngày, một thứ thẩm mỹ mà chỉ những tâm hồn tinh tế, tao nhã mới đủ sức gợi lên bằng sắc màu ẩn hiện. Bà đã dành tình cảm nâng niu những xúc động thăng hoa cho các em bé, các bà mẹ, những nữ dân quân, thanh niên xung phong. Đó là những đường nét hối hả nhưng không ồn ào, dịu dàng nhưng vô cùng sâu đậm
Bà tham gia nhiều triển lãm mỹ thuật trong và ngoài nước và để lại hàng trăm tác phẩm mỹ thuật được công chúng yêu nghệ thuật đánh giá cao và lưu giữ tại Bảo tàng Mỹ thuật Việt Nam.
- Giải thưởng triển lãm Mỹ thuật toàn quốc năm 1960 và 1965
- Giải thưởng chính thức Triển lãm Mỹ thuật Thủ đô Hà Nội năm 1965
- Giải thưởng triển lãm nữ tác giả năm 1974

## Tôn vinh
Bà được tặng thưởng nhiều danh hiệu cao quý: 
- Nhà giáo Ưu tú, Phó giáo sư Đại học Mỹ thuật Hà Nội
- Huân chương Độc lập hạng nhì, Huân chương Kháng chiến chống Mỹ hạng nhì, Huân chương Lao động hạng nhất và nhiều bằng khen và huy chương khác
- Giải thưởng Nhà nước về văn học nghệ thuật năm 2001.

Ngay trước khi nữ họa sĩ qua đời, cuốn sách Tình yêu và nghệ thuật nói về những ký ức không thể phai nhòa của bà trong làng hội họa Việt Nam đã được Nhà xuất bản Thế giới ấn hành tháng 8/2011
Bà là một trong những số ít những "bóng hồng" nổi tiếng trong giới họa sĩ nên được mệnh danh là Chị cả, là Người đàn bà đẹp của hội họa Việt Nam .
Triển lãm hội họa Ký ức thời gian kỷ niệm một năm ngày mất của bà được tổ chức từ ngày 2 tháng 11 – 15 tháng 11 năm 2012 tại nhà triển lãm 16 Ngô Quyền, Hà Nội.